# Alice Arm
Alice Arm är en vik i Kanada.   Den ligger i provinsen British Columbia, i den sydvästra delen av landet, 3 900 km väster om huvudstaden Ottawa.
Trakten runt Alice Arm består i huvudsak av gräsmarker. Trakten runt Alice Arm är nära nog obefolkad, med mindre än två invånare per kvadratkilometer.